# Pied Piper
Albums de Donovan
Greatest Hits Live: Vancouver 1986
(2001) Sixty Four
(2004)
Pied Piper est un album de Donovan sorti en 2002. Il se compose en majeure partie de ré-enregistrements d'anciennes chansons.

## Titres
Toutes les chansons sont de Donovan, sauf mention contraire.
1. I Love My Shirt – 3:31
2. Happiness Runs – 4:42
3. Sun Magic – 3:46
4. People Call Me Pied Piper – 4:21
5. Little Boy in Corduroy – 3:39
6. Colours – 3:18
7. Jackie Beanstalk – 6:24
8. A Funny Man (Natalie Joan, Donovan) – 2:01
9. Mandolin Man and His Secret – 3:50
10. Nature Friends – 1:16
11. Wynken, Blynken, and Nod (Eugene Field, Donovan) – 3:26
12. Little Teddy Bear – 3:00
13. Voyage of the Moon – 5:50

- I Love My Shirt et Happiness Runs sont parues pour la première fois sur l'album Barabajagal (1969).
- Sun Magic est parue pour la première fois sur l'album The Hurdy Gurdy Man (1968) sous le titre The Sun Is a Very Magic Fellow.
- People Call Me Pied Piper provient de la bande originale du film Le Joueur de flûte, dont Donovan interprétait le rôle principal (1972).
- Little Boy in Corduroy et Mandolin Man and His Secret sont parues pour la première fois sur l'album A Gift from a Flower to a Garden (1967).
- Colours est parue pour la première fois sur l'album Fairytale (1965).
- Jackie Beanstalk, Nature Friends et Little Teddy Bear sont inédites.
- A Funny Man, Wynken, Blynken and Nod et Voyage of the Moon sont parues pour la première fois sur l'album H.M.S. Donovan (1971).